# Georg Gänswein
Georg Gänswein (Riedern am Wald, 30. srpnja 1956.), njemački je nadbiskup, titularni nadbiskup Urbs Salvia i osobni tajnik umirovljenog pape Benedikta XVI.

## Životopis
Georg je rođen 30. srpnja 1956. u Riedern am Wald, četvrti u Waldshutu, distriktu njemačke savezne pokrajine Baden-Württemberg, kao prvo od petero djece u obitelji Alberta i Gertrude Gänswein. Prvotno je pohađao Međunarodno sjemenište svetog Pija X. (FSSPX) u Švicarskoj, Bratstva svetog Pija X. koje je osnovao Marcel Lefebvre. Georg potom u svojoj dvadesetoj godini ulazi u sjemenište nadbiskupije Freiburg. Za đakona je zaređen 19. prosinca 1982., a dvije godine kasnije, 31. svibnja 1984. za svećenika. Na Münchenskom sveučilištu postiže doktorat iz kanonskog prava 1993. godine. 
Kardinal Joseph Ratzinger poziva ga u Rim 1996., kada postaje članom kardinalovog osoblja u Kongregaciji za nauk vjere. Predavao je na Papinskom sveučilištu Santa Croce (Opus Dei) kao profesor kanonskog prava. Godine 2000., papa Ivan Pavao II. imenuje ga kapelanom Njegove svetosti. Na službi tajnika kardinala Ratzingera naslijedio je Josefa Clemensa 2003., a samo dvije godine kasnije, nakon izbora kardinala Ratzingera za papu Benedikta XVI., postaje papinim osobnim tajnikom. Godinu dana kasnije papa mu dodjeljuje titulu počasnog papinskog prelata.

## Prefekt Papinskog doma
7. prosinca 2012., papa Benedikt XVI. imenovao ga je prefektom Papinskog doma i naslovnim nadbiskupom Urbs Salvia. Za biskupa je posvećen 6. siječnja 2013. rukama Benedikta XVI. kao glavnog zareditelja te Tarcisija Bertonea i Zenona Grocholewskog kao suzareditelja. Nakon papine ostavke u veljači 2013. ostao je njegov tajnik iako i dalje, od 2013. do početka 2020. godine, obavlja službu prefekta Papinskog doma novoizabranog pape Franje. 
Gänswein je više puta završio u središtu medijskih incidenata protiv pape Franje. Od govora u kojem je krajem svibnja 2016. iznio tezu o "podijeljenom papinstvu" između pape Franje i Benedikta, do predstavljanja (11. rujna 2018.) knjige Roda Drehera "Benediktova opcija" (Verbum), čiji je autor, američki ultrakonzervativac, nekoliko dana kasnije bio primatelj i objavitelj jednog od pisama u kojima bivši nuncij u SAD-u Carlo Maria Viganò traži ostavku pape Franje u vezi sa slučajem razriješenog američkog kardinala Theodora McCarricka.

### Spor s kardinalom Robertom Sarahom
U siječnju 2020. Gänswein je zatražio od kardinala Roberta Saraha da izdavači uklone ime pape Benedikta XVI. kao koautora sa Sarahom knjige o svećeničkom celibatu "Iz dubine naših srca" (Verbum) te da uklone ime Benedikta kao autora uvoda i zaključaka knjige. Rekao je da Benedikt nije sudjelovao u pisanju niti je odobrio korištenje svog imena. Okarakterizirao je problem kao "pitanje nesporazuma, ne bacajući sumnju na dobru vjeru kardinala Saraha". Sarah je već zanijekao tu karakterizaciju Benediktove uloge, ali je zatim zatražio od svojih izdavača da naprave promjene u načinu na koji je predstavljeno Benediktovo sudjelovanje, iako su njegovi francuski i američki izdavači odbili napraviti bilo kakve prilagodbe.

### Završetak službe prefekta Papinskog doma
Nakon spora sa Sarahom, Gänswein je po odredbi pape Franje, prestao obavljati javnu funkciju prefekta Papinskog doma. Više se nije pojavljivao uz Rimskog biskupa na papinim tjednim audijencijama, niti je pozdravljao šefove država i druge najvažnije Papine posjetitelje. Titula mu ipak nisu dokinuli. Tiskovni ured Svete Stolice šturo je izjavio da je Gänsweinova odsutnost posljednica "preraspodjele različitih obveza i dužnosti" osoblja Papinskog doma.

## Grb
Grb Georga Gänsweina usvojen je 6. siječnja 2013. Grb ima oblik štita s čije desne heraldičke strane se nalazi grb pape Franje I., s lijeve plavo (azure) polje unutar kojeg se nalazi zmaj, simbol đavla, ubijenog kopljem svetog Jurja, nadbiskupovog zaštitnika. Iznad se nalazi sedmerokraka zvijezda, simbol svete Marije. U gornjem djelu grba nalazi se križ s dvostrukom horizontalnom prečkom koji označava nadbiskupsko sjedište. Grb je uokviren nadbiskupskim galero šeširom zelene boje koji je na vrhu i s vrpcom od dvadeset resa koje vise, po deset s lijeve i desne strane (poredanih odozgor prema dolje) sve u zelenoj boji. Kao krilaticu nadbiskup je uzeo izraz iz Ivanovog evanđelja Testimonium perhibere veritati (Svjedočiti istinu).